# Akatorea otagoensis
Akatorea otagoensis là một loài nhện trong họ Amphinectidae. Loài này phân bố ở New Zeeland.